# Nội các Yingluck
Sau khi được bổ nhiệm làm Thủ tướng Nội các Thái Lan ngày 5 tháng 8 năm 2011, bà đã thông qua danh sách Nội các ngày 9 tháng 8. Bà và Nội các của bà đã tuyên thệ trước mặt Quốc vương Bhumibol Adulyadej tại bệnh viện Siriraj ngày 10 tháng 8.
Nội các của bà là liên minh giữa các chính đảng: Đảng Chartthaipattana (Đảng Phát triển nước Thái), Đảng Phalang Chon, Đảng Chart Pattana (Đảng Phát triển Đất nước) trong đó Đảng Pheu Thái (Đảng vì nước Thái) là nóng cốt chiếm đa số thành viên trong Nội các.
Đứng đầu Nội các là Thủ tướng Yingluck và các Phó Thủ tướng: Chalerm Yubamrung, Yuthasak Sasiprapha, Kittiratt Na-Ranong Chumpol Silpa-archa.
Phe đối lập hiện tại là Đảng Dân chủ (Thái Lan) đứng đầu là cựu Thủ tướng Abhisit Vejjajiva.

## Nội các hiện tại
Nội các hiện tại sau 5 lần cải tổ được công bố vào ngày 30 tháng 6 năm 2013
| Hạng | Tên                                    | Chức vụ                                               | Đảng                    |
| ---- | -------------------------------------- | ----------------------------------------------------- | ----------------------- |
| 1    | - Yingluck Shinawatra                  | - Thủ tướng Nội các                                   | - Đảng Vì nước Thái     |
| 2    | - Kittiratt Na-Ranong                  | - Phó Thủ tướng Nội các                               | - Thành viên độc lập    |
| 3    | - Surapong Tovichakchaikul             | - Phó Thủ tướng Nội các                               | - Đảng Vì nước Thái     |
| 4    | - Plodprasop Suraswadi                 | - Phó Thủ tướng Nội các                               | - Đảng Vì nước Thái     |
| 5    | - Phongthep Thepkanjana                | - Phó Thủ tướng Nội các                               | - Đảng Vì nước Thái     |
| 6    | - Niwatthamrong Boonsongpaisan         | - Phó Thủ tướng Nội các                               | - Đảng Vì nước Thái     |
| 7    | - Pracha Promnok                       | - Phó Thủ tướng Nội các                               | - Đảng Vì nước Thái     |
| 8    | - Warathep Rattanakorn - Santi Prompat | - Văn phòng Phủ Thủ tướng                             | - Đảng Vì nước Thái     |
| 9    | - Jarupong Ruangsuwan                  | - Bộ trưởng Bộ Nội vụ                                 | - Đảng Vì nước Thái     |
| 10   | - Chaikasem Nitisiri                   | - Bộ trưởng Bộ Tư pháp                                | - Đảng Vì nước Thái     |
| 11   | - Yingluck Shinawatra                  | - Bộ trưởng Bộ Quốc phòng                             | - Đảng Vì nước Thái     |
| 12   | - Kittiratt Na-Ranong                  | - Bộ trưởng Bộ Tài chính                              | - Thành viên độc lập    |
| 13   | - Surapong Towijakchaikul              | - Bộ trưởng Bộ Ngoại giao                             | - Đảng Vì nước Thái     |
| 14   | - Pavena Hongsakul                     | - Bộ trưởng Bộ Phát triển Xã hội và An ninh con người | - Thành viên độc lập    |
| 15   | - Yukol Limlaemthong                   | - Bộ trưởng Bộ Nông nghiệp và Hợp tác xã              | - Đảng Chartthaipattana |
| 16   | - Chadchart Sittipunt                  | - Bộ trưởng Bộ Giao thông vận tải                     | - Đảng Vì nước Thái     |
| 17   | - Vichet Kasemthongsri                 | - Bộ trưởng Bộ Tài nguyên Môi trường                  | - Đảng Vì nước Thái     |
| 18   | - Anudith Nakornthap                   | - Bộ trưởng Bộ Thông tin Công nghệ Truyền thông       | - Đảng Vì nước Thái     |
| 19   | - Pongsak Raktapongpaisarn             | - Bộ trưởng Bộ Năng lượng                             | - Thành viên độc lập    |
| 20   | - Niwatthamrong Boonsongpaisan         | - Bộ trưởng Bộ Thương mại                             | - Đảng Vì nước Thái     |
| 21   | - Chalerm Yubamrung                    | - Bộ trưởng Bộ Lao động                               | - Đảng Vì nước Thái     |
| 22   | - Sontaya Kunplome                     | - Bộ trưởng Bộ Văn hóa                                | - Đảng Phalang Chon     |
| 23   | - Peerapan Palusuk                     | - Bộ trưởng Bộ Khoa học Công nghệ                     | - Đảng Vì nước Thái     |
| 24   | - Chaturon Chaisang                    | - Bộ trưởng Bộ Giáo dục                               | - Đảng Vì nước Thái     |
| 25   | - Prasert Boonchaisuk                  | - Bộ trưởng Bộ Công nghiệp                            | - Đảng Chart Pattana    |
| 26   | - Somsak Phurisisak                    | - Bộ trưởng Bộ Du lịch và Thể thao                    | - Đảng Chartthaipattana |
| 27   | - Pradit Sinthwanarong                 | - Bộ trưởng Bộ Y tế                                   | - Đảng Vì nước Thái     |